# Kultura wielbarska

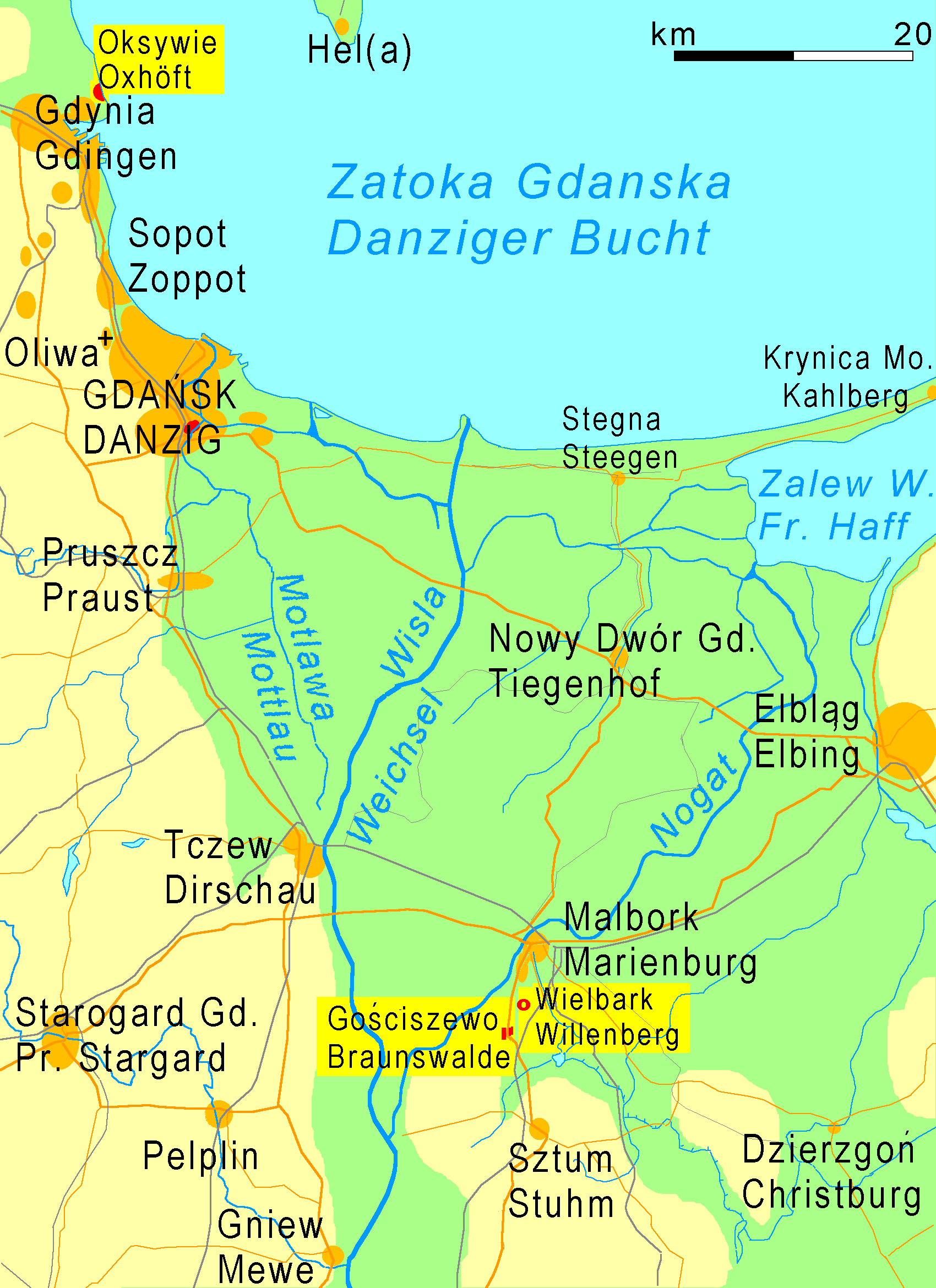
Oksywie, Wielbark, Gościszewo

Kultura wielbarska (inaczej gocko-gepidzka oraz wschodnio-pomorsko-mazowiecka) – kultura archeologiczna epoki żelaza rozwijająca się między I a V wiekiem, na terenach obecnej północnej i wschodniej Polski oraz zachodniej Ukrainy.

## Chronologia, geneza i zanik
Nazwa tej kultury pochodzi od eponimicznego stanowiska w Wielbarku (obecnie dzielnica Malborka). Wykształciła się z kultury oksywskiej w początkowej fazie okresu rzymskiego B1, od 50 r. Pełny rozwój to okres B2. Zanik stanowisk tej kultury datuje się na okres wędrówek ludów począwszy od 400–450 r.
Na kulturę wielbarską wpłynęli w znaczącym stopniu napływowi skandynawscy Goci i Gepidzi, ale także ludność osiadła już wcześniej, czyli Wenedowie i Rugiowie. Według archeologów Goci wędrując wzdłuż Wisły i Bugu zasiedlali tylko pustki, respektując stan posiadania ludności tubylczej. W II i III w. ludność kultury wielbarskiej w wyniku ekspansji osadniczej na tereny zajęte przez ludność kultury zarubinieckiej dała początek kulturze czerniachowskiej.
Po zaniku kultury wielbarskiej na Pomorzu Środkowym od III w. występuje tzw. grupa dębczyńska.
Wyróżniano dwie fazy:
- lubowidzka – okres przedrzymski oraz wczesny okres rzymski (nazwa pochodzi od miejscowości Lubowidz[2] na środkowym Pomorzu, gdzie odnaleziono cmentarzysko tej kultury);
- cecelska (tutaj nazwa pochodzi od cmentarzyska w miejscowości Cecele[2] położonej nad środkowym Bugiem) – pozostałe fazy.

## Obszar występowania i kontekst kulturowy
grupa dębczyńska
     kultura wielbarska (Goci)
     kultura przeworska (Lugiowie)
     kultury bałtyjskie
     Imperium Romanum
     Pierwotne siedziby Gotów (Götaland)
     Gotlandia
     kultura wielbarska
     kultura czerniachowska
     Imperium Romanum

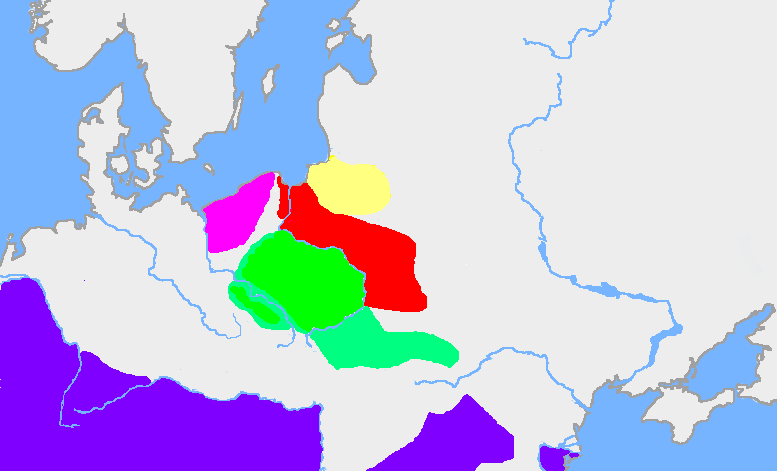
Kultury archeologiczne III wieku n.e.
grupa dębczyńska
kultura wielbarska (Goci)
kultura przeworska (Lugiowie)
kultury bałtyjskie
Imperium Romanum

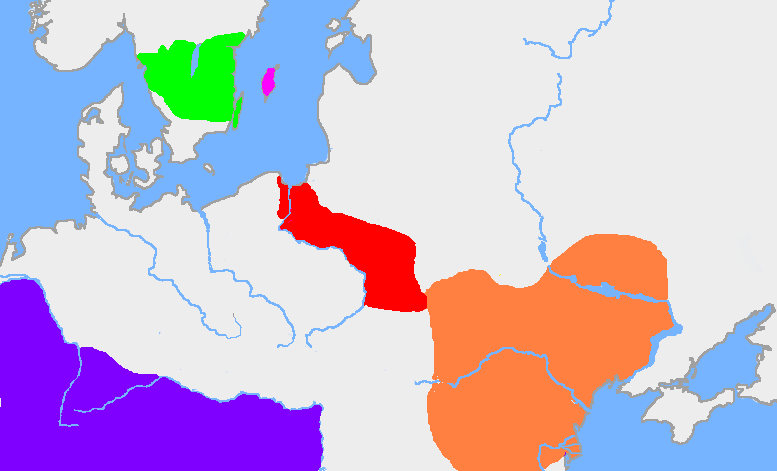
Zasięg kultury wielbarskiej w I-III wiekach n.e.
Pierwotne siedziby Gotów (Götaland)
Gotlandia
kultura wielbarska
kultura czerniachowska
Imperium Romanum

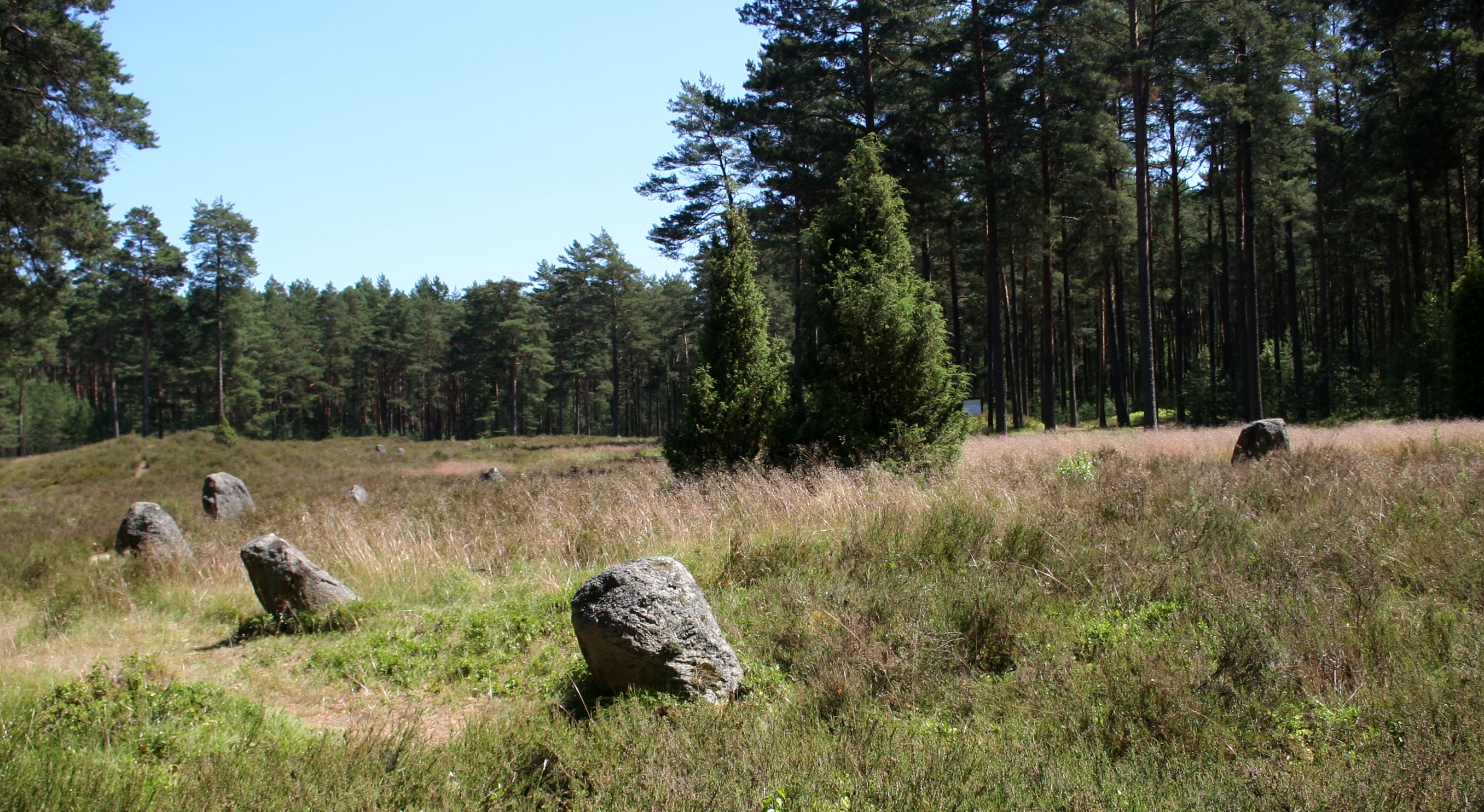
Fragment kręgu kamiennego i cmentarzyska w Odrach

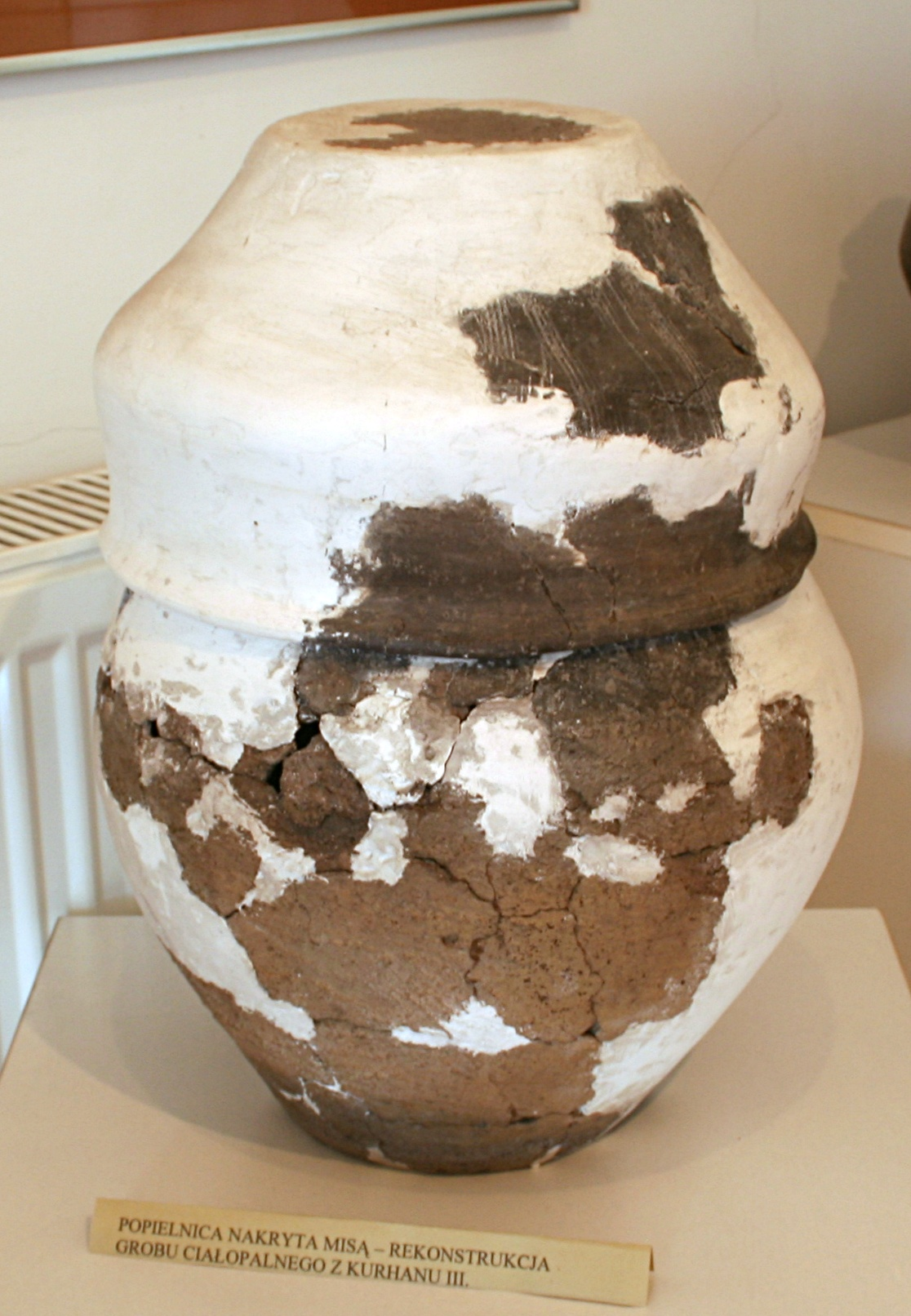
Popielnica z misą (rekonstrukcja) z cmentarzyska w Odrach

Stanowiska kultury wielbarskiej występowały nad Dolną Wisłą od Gdańska po ziemię chełmińską, na zachodzie część Pomorza po Parsętę, Pojezierza Kaszubskiego i Krajeńskiego oraz tereny północnej Wielkopolski. Na początku II wieku n.e. ludność wielbarska rozszerzyła swe wpływy na dawne tereny ludności przeworskiej, tj. prawobrzeżne Mazowsze, Podlasie, Wołyń i Polesie. Stanowiska graniczyły ze stanowiskami kultury przeworskiej, kręgu zachodniobałtyjskiego, kultury czerniachowskiej.

## Charakterystyczne wytwory kulturowe
Ozdoby brązowe, złote lub srebrne zdobione techniką filigranowania i granulacji. Charakterystyczne zabytki to bransolety żmijowate, wisiorki gruszkowate, klamerki esowate, srebrne paciorki i wisiory opasane.
Przewodnim typem ceramiki są duże dwuuszne naczynia zdobione ornamentem na przemian gładzonych i chropowatych trójkątów.

## Obrządek pogrzebowy
Ludność praktykowała obrządek birytualny, to jest zarówno kremację, jak i inhumację, co uważane jest za cechę charakterystyczną kultury wielbarskiej. W przypadku pochówku szkieletowego zmarły był chowany w drewnianej trumnie z kłody. Występowały też cmentarzyska kurhanowe z kamiennymi kręgami oraz brukiem, określane od miejsca ich odkrycia ponad 100 lat temu jako typ Odry-Węsiory-Grzybnica. Obszar ten obejmuje Pojezierze Kaszubskie i Krajeńskie oraz okolice Koszalina na Pomorzu Środkowym.
Zdarzają się też (zwłaszcza na terenie grupy masłomęckiej) groby intencjonalnie naruszone, cząstkowe, przemieszane lub pochówki zwierzęco-ludzkie.
Zmarłych wyposażano w dary grobowe (rzadko występują przedmioty żelazne, czasem ostrogi, ale tylko w grobach męskich, ozdoby, brak jest broni). Na stanowisku archeologicznym w Czarnówku nieopodal Lubowidza wśród ozdób odnaleziono m.in. wyroby ze starożytnego Rzymu, w tym ze szkła (szklaną rybę i puchar).
Charakterystycznym zjawiskiem jest obecność cmentarzysk kobieco-dziecięcych (głównie Mazowsze). Największe gockie cmentarzysko znajduje się w Borowie i Nowym Łowiczu, w samym środku drawskiego poligonu.

## Muzea w Polsce
Muzea prezentujące sztukę i zabytki gockie w Polsce.
- Muzeum Archeologiczne w Łodzi. Instytut Archeologii Uniwersytetu Łódzkiego
- Muzeum w Toruniu. Instytut Archeologii Uniwersytetu Mikołaja Kopernika w Toruniu
- Muzeum Archeologiczne w Gdańsku
- Muzeum Historyczno-Etnograficzne w Chojnicach
- Muzeum w Elblągu
- Muzeum w Koszalinie
- Muzeum w Lęborku
- Muzeum Narodowe w Szczecinie
- Muzeum – Zamek Górków w Szamotułach
- Muzeum Okręgowe w Pile
- Muzeum im. ks. S. Staszica w Hrubieszowie
- Muzeum Zamojskie w Zamościu
- Muzeum Etnograficzne im. Edwarda Klemensa w Jeleniu (siedziba Welskiego Parku Krajobrazowego)

## Społeczeństwo i gospodarka
Dobrze rozwinięte techniki dekorowania (granulacja i filigran). Poświadczony handel dalekosiężny. Przez tereny zajęte przez ludność kultury wielbarskiej przechodził szlak bursztynowy.